# 빙상

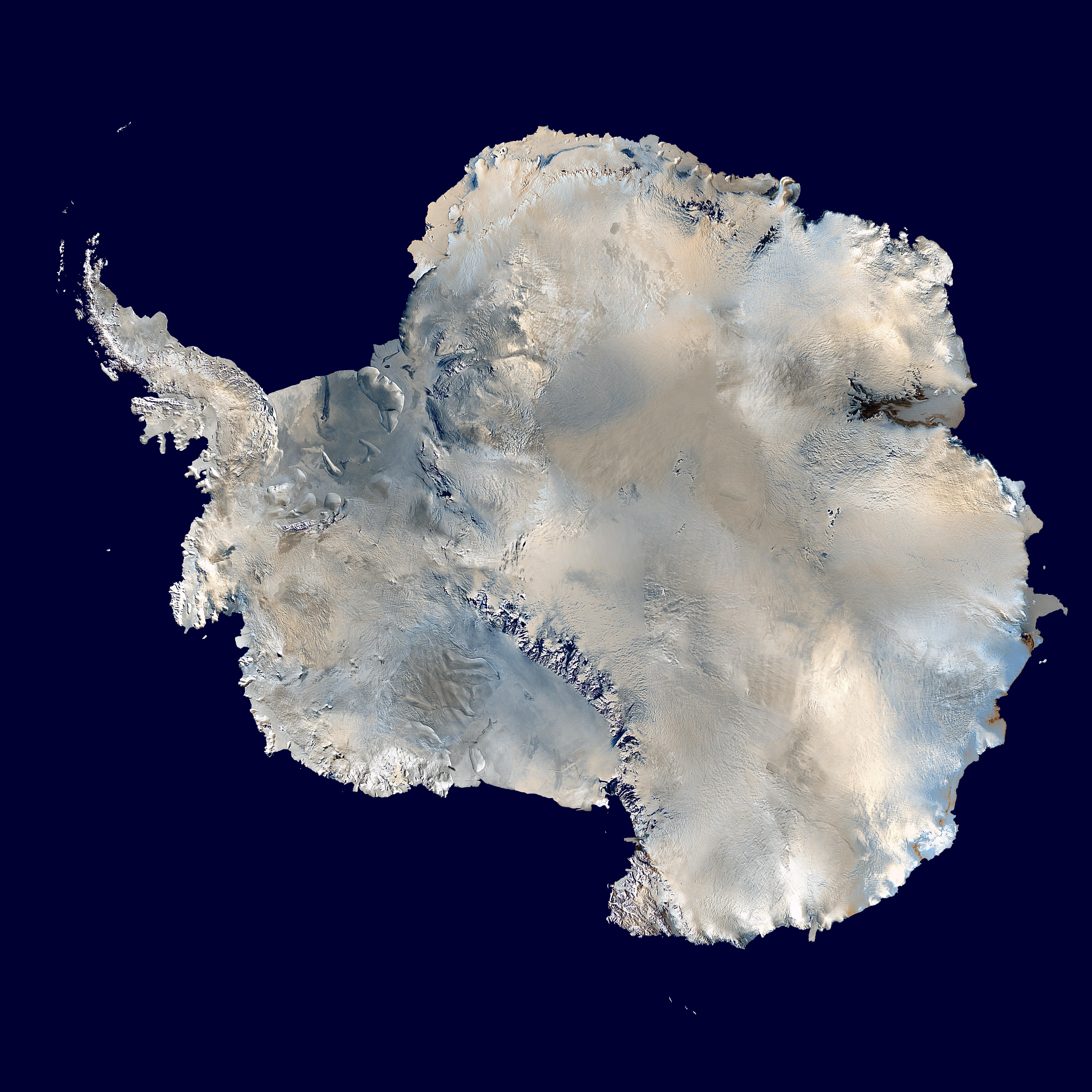
위성으로 찍은 남극

빙상(氷床, ice sheet)은 주변 영토를 50,000 km2 이상 덮은 빙하 얼음 덩어리이다. 이에 따라 대륙 빙하라고도 부른다. 현존하는 유일한 빙상들은 남극과 그린란드, 캐나다와 북아메리카, 유럽 북부 등에 있다.

## 같이 보기
- 남극 빙상
- 그린란드 빙상